# Stazione sperimentale del vetro

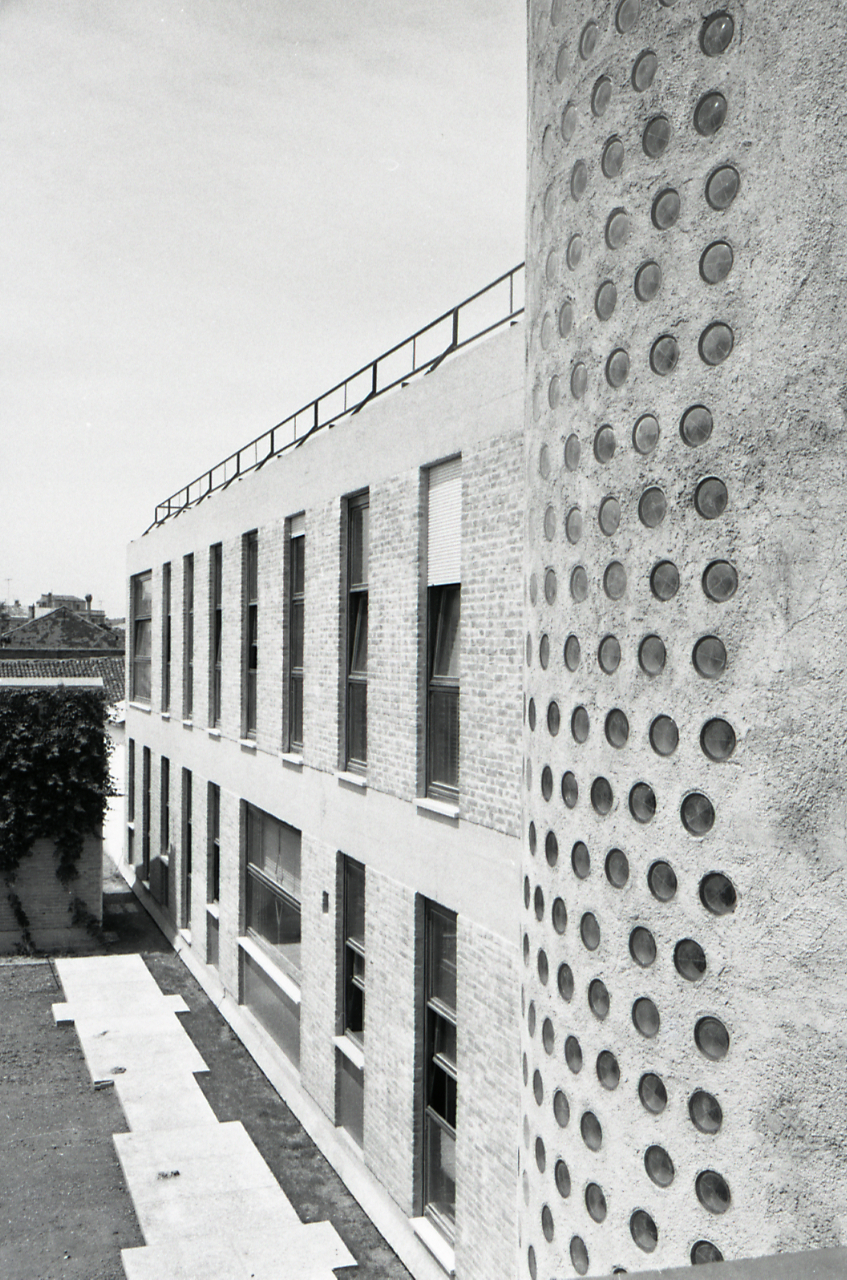
La sede della Stazione sperimentale del vetro fotografata da Paolo Monti nel 1962

La Stazione sperimentale del vetro (SSV) è una azienda speciale della Camera di commercio di Venezia con sede in Murano.
Scopo della Stazione è la ricerca scientifica applicata al settore della industria vetraria nazionale.

## Storia

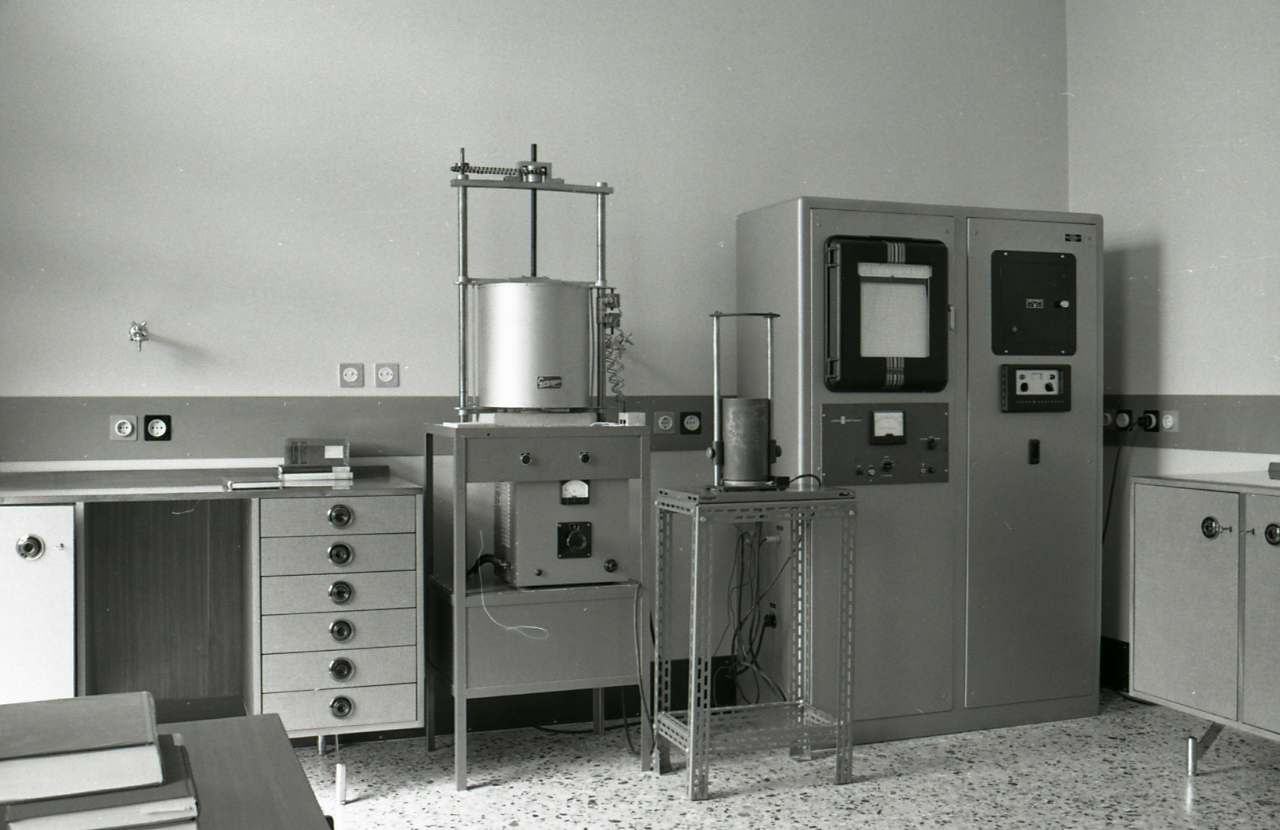
Un laboratorio della Stazione sperimentale del vetro in una foto di Paolo Monti del 1962

Istituita con legge del 16/10/1954, n.1032, la Stazione, con Decreto Legislativo 29 ottobre 1999, n. 540 è stata successivamente trasformata in ente pubblico economico.
Il decreto interministeriale attuativo del 1º aprile 2011 ha fissato i tempi e modalità di trasferimento dei compiti e delle attribuzioni, del personale e delle risorse strumentali e finanziarie della soppressa SSV alla rispettiva Camera di commercio.
Il 2 maggio 2013 è stata creata la Società consortile per azioni denominata "Stazione sperimentale del vetro", con partecipazione azionaria espressa per il 75% dalla Camera di Commercio Industria Artigianato e Agricoltura di Venezia, e per il 25% dagli Industriali del Vetro attraverso la Assovetro Servizi S.r.l.

## Struttura
La Stazione è suddivisa nei seguenti moduli:
- chimica ambientale
- fisica
- vetri piani per l'edilizia
- energia, forni e prove termofisiche
- documentazione
- refrattari

## Attività
Le attività svolte dalla Stazione si possono raggruppare in:
- ricerca scientifica applicata
- prove e consulenze chimiche e fisiche sui vetri
- composizioni vetrarie